# Череванин, Фёдор Андреевич
Фёдор Андреевич Черева́нин (настоящая фамилия Ли́пкин; 17 февраля 1868 года, по другим данным ноябрь 1869 года, Чериков, Могилёвская губерния — 8 марта 1938 года) — российский политический деятель, меньшевик.

## Биография
Родился в дворянской семье (отец был мировым судьёй, дослужился до действительного статского советника). Окончил гимназию, за участие в студенческих волнениях был исключён с 3-го курса Петербургского университета.
С 1891 года участвовал в социал-демократическом движении, в 1900 году вступил в РСДРП. Вёл партийную работу в Харькове, Москве, был в ссылке в Вятской губернии.
Участник IV (1906) и V (1907) съездов РСДРП, а также Венской конференции 1912 года, на которой был избран в состав меньшевистского Организационного комитета РСДРП. Был представителем правых меньшевиков-«ликвидаторов», печатался в издававшихся ими легальных журнале «Наша заря» и газете «Луч». Участвовал в работе над меньшевистским «пятитомником» «Общественное движение в России в начале XX-го века» (1909—1914), для которого написал очерк «Движение интеллигенции». Во время Первой мировой войны — оборонец, работал в потребительской кооперации.
После Февральской революции входил в Исполком Петросовета, ОК РСДРП и редакцию центрального органа меньшевиков — «Рабочей газеты». Участник Первого всероссийского съезда Советов рабочих и солдатских депутатов, на котором был избран во ВЦИК Советов РСД. На объединительном съезде меньшевиков в августе 1917 года избран в ЦК РСДРП(о). Выступил с докладом на Демократическом совещании 18 сентября, был избран в состав Предпарламента.
Выступал с критикой большевиков (в ответ на Апрельские тезисы опубликовал в «Рабочей газете» статью «Чего добивается Ленин?», в которой назвал лидера большевиков «апостолом анархии»), не принял Октябрьскую революцию, но при этом высказывался против вооружённой борьбы с советской властью и за переговоры с большевиками о создании «однородного социалистического правительства».
В 20-е годы работал в советских учреждениях. Дважды был в ссылке (Рязань, Калуга), в апреле 1931 года был приговорён к 5 годам заключения по делу так называемого «Союзного бюро ЦК меньшевиков», в мае 1935 года сослан на 3 года в Акмолинск. 8 марта 1938 года приговорён к расстрелу. В 1989 году полностью реабилитирован.